# Рикардо Вия
Рикардо Вия (на испански: Ricardo Villa) е аржентински футболист, полузащитник.

## Кариера
Вия играе за аржентинските клубове Килмес, Атлетико Тукуман и Расинг Клуб. След успеха на националния отбор на Аржентина на Световната купа през 1978 г. заедно с Освалдо Ардилес преминава в английския Тотнъм Хотспър по предложение на тогавашния треньор Кийт Баркиншоу.
Вия вкарва първия си гол за „шпорите“ в дебюта си срещу Нотингам Форест. Общо има 133 мача и 18 гола. След Тотнъм, играе в САЩ и Колумбия. Приключва кариерата си в нискодивизионния Дефенса и Хустисия.
През 1990-те години се опитва да стане политик, а от юли 2005 г. е технически секретар на Талерес. Живее със съпругата си и четирите си деца във Вия Карлос Пас. През ноември 2007 г. е обявено, че всички членове на националния отбор, печелили Световното първенство до 1982 г., ще получат златните си медали. По този начин Вия е признат за световен шампион от 1978 г.
На 7 февруари 2008 г. заедно със своя сънародник Освалдо Ардилес е включен в залата на славата на Тотнъм.

## Отличия

### Отборни
Тотнъм
- ФА Къп: 1981, 1982

### Международни
Аржентина
- Световно първенство по футбол: 1978